# Râul Valea Rea, Râul Doamnei
Râul Valea Rea este un curs de apă din județul Argeș ce curge prin valea omonimă, Valea Rea, fiind unul din cele două brațe care formează Râul Doamnei.

## Hărți
- Harta Județul Argeș
- Munții Făgăraș  Arhivat în 8 septembrie 2013, la Wayback Machine.
- Alpinet - Munții Făgăraș